# Tom Gaebel

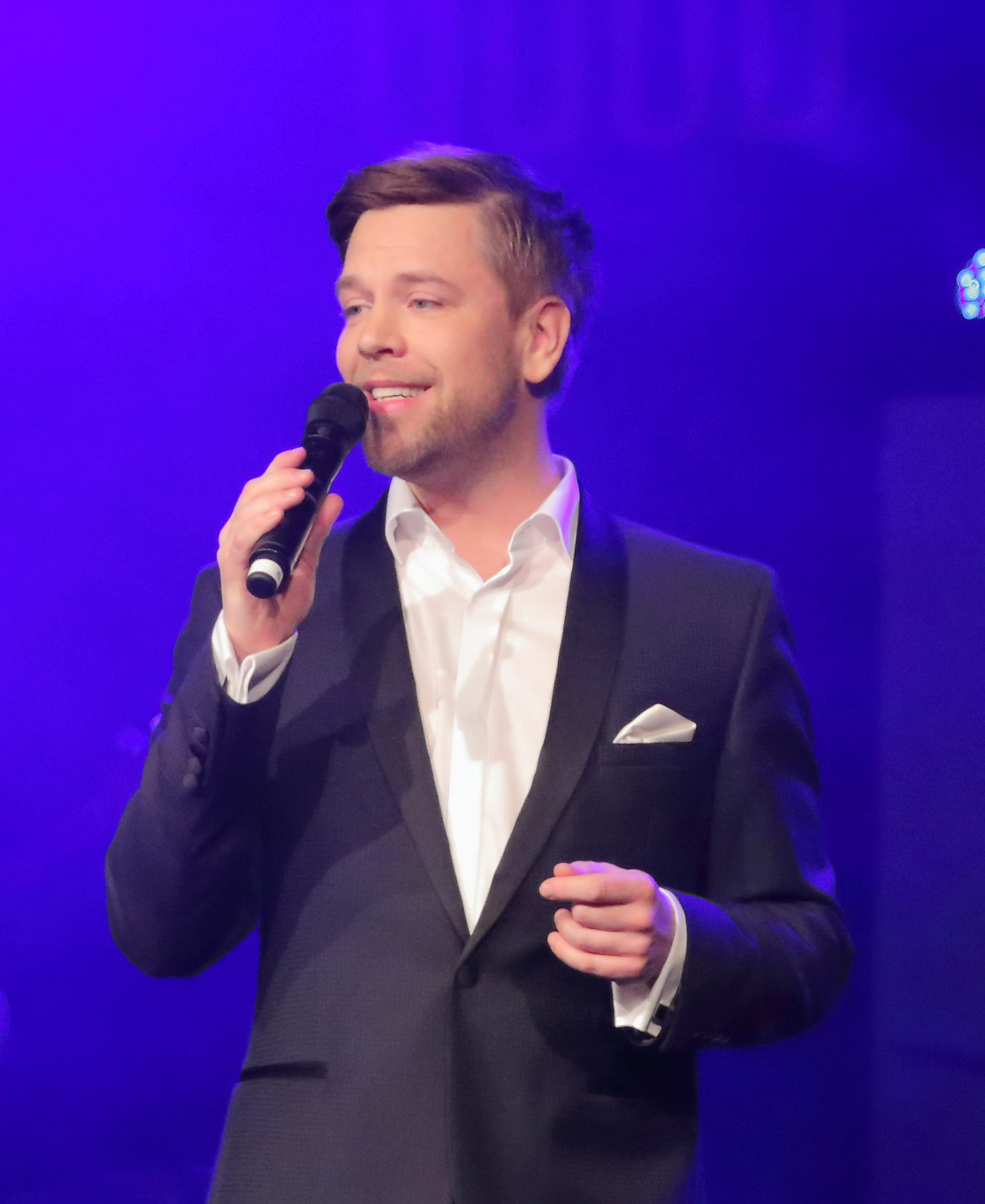
Tom Gaebel

Tom Gäbel, artiestennaam Tom Gaebel (Gelsenkirchen, 13 januari 1975) is een Duitse jazz- en popzanger en bigband-leider.
Gaebel ontdekte al vroeg zijn muzikale talent. Hij studeerde twaalf jaar viool, leerde zichzelf drummen en trombone spelen en was op school onder meer actief in enkele bigbands en een popgroep. Hij studeerde zang aan het conservatorium in Hilversum. In de tweede helft van de jaren negentig drumde hij in een popgroep en sinds 1999 is hij actief in verschillende swing-groepen: een bigband met Tobias Kremer (twee albums), The Young Sinatras en sinds 2005 een eigen bigband die zijn naam draagt (met broer Denis Gäbel op saxofoon). Zijn debuut solo-album Introducing: Myself was een hit in Duitsland en werd al snel gevolgd door een live-dvd. Zijn latere albums bevatten meer composities van hemzelf en bestrijken meerdere genres: pop en soul (Don't Wanna Dance), easy listening en uptempo-ballads in de trant van de jaren zestig (Music to Watch Girls By) en nieuwe composities voor de kerst (Easy Christmas). Als Gaebel zingt, doet hij sterk denken aan Frank Sinatra.

## Discografie (selectie)

### Muzikale projekten
- sinds 1992: Goresaw (beatrock)
- 1995-1999: Zwillinge & die Blechgang (popband met Tom Gaebel aan de drums)
- 1999-2001: Tom Gaebel & Tobias Kremer Big Band (swing)
- 2001/2002: Tom Gaebel & the Young Sinatras (swing)
- 2002-2004: Tom Gaebel & Band spielen Frank Sinatra (swing)
- 2005/2006: Introductie van het debuutalbum Introducing: Myself en tournee met eigen Big Band
- 2007/2008: Tom Gaebel & His Big Band auf großer Good Life-Tour
- 2009: Tom Gaebel & His Big Band Don’t Wanna Dance Tour
- vanaf 2010: Tom Gaebel & His Big Band bij Tom Gaebels’s Swinging Christmas Show deutschlandweit
- 2013: Tom Gaebel & His Orchestra met Tom Gaebel’s Christmas a Go Go Tour
- 2014: Tom Gaebel & His Orchestra / So Good to Be Me Tour
- 2015: Tom Gaebel & His Orchestra / Tom Gaebel singt Sinatra
- 2018: Tom Gaebel & His Orchestra / Perfect Day Tour
- 2022: Tom Gaebel & His Orchestra / Die große Jubiläums-Tournee

### Albums
- 2003: Tom Gäbel – The Day That Lies Ahead
- 2003: Tobias Kremer Big Band featuring Tom Gäbel – Sinatra
- 2003: Tom Gäbel & the Young Sinatras – The Unknown
- 2004: Tom Gäbel & Die Tobias Kremer Big Band – SWING! (Telemedia Music GmbH)
- 2005: Tom Gäbel – Introducing: Myself (Indigo)
- 2006: Tom Gäbel – Introducing: Myself – Tour Edition (Indigo)
- 2007: Tom Gaebel – Good Life – Mr. Good Life Edition (Indigo)
- 2007: Tom Gaebel – Good Life (Indigo)
- 2008: Tom Gaebel – Don’t Wanna Dance (Telemedia Music GmbH, DE: )
- 2010: Tom Gaebel – Music to Watch Girls By (Telemedia Music GmbH)
- 2010: Tom Gaebel – Easy Christmas (Telemedia Music GmbH, DE: )
- 2014: Tom Gaebel – So Good to Be Me (tomofon records)
- 2015: Tom Gaebel – A Swinging Christmas (tomofon records, DE: )
- 2018: Tom Gaebel – Perfect Day (tomofon records)
- 2020: Tom Gaebel – The Best of Tom Gaebel (tomofon records)
- 2022: Tom Gaebel – Live At The Savoy (tomofon records)
- 2023: Tom Gaebel – A Christmas To Remember (Warner Music Germany)

### Singles
- 2019: Tom Gaebel – A Swinging Christmas (tomofon records)
- 2021: Ian Ikon & Tom Gaebel – My Heart Is Lost (The Hubsters)
- 2022: Matt Dusk & Tom Gaebel – New York, New York (Royal Crown Records Inc.)
- 2022: Tom Gaebel – Das Allerbeste (tomofon records)
- 2023: Adam Tsarouchis & Tom Gaebel – In Your Eyes (Minos EMI SA / Universal)
- 2023: Tom Gaebel – Back On The Road (Music Impossible Version) (tomofon records)
- 2023: Tom Gaebel – Last Christmas (Warner Music Germany)